# Gedragstherapie
Gedragstherapie is theoretisch gezien een therapeutische werkwijze om gedrag en gedragsverandering via therapie te begrijpen (vanuit de gedragswetenschappen en met invloed van de leertheorie, cognitieve psychologie en experimentele psychologie) en is praktisch bezien een techniek om op een opbouwende wijze gedrag te veranderen.

## Grondbeginselen
Gedragstherapeuten pogen ongewenste gedragingen en emoties te doen verdwijnen of te veranderen door de prikkel aan de basis hiervan, te koppelen aan een ander, constructiever gedrag.
In tegenstelling tot wat men wel denkt, werkt men in de gedragstherapie niet of nauwelijks met een systeem van straffen om gedrag af te leren, maar meer met een beloningssysteem om een gedragsverandering (verbetering) aan te leren. Straf maakt namelijk alleen duidelijk wat iemand niet moet doen, en niet wat wél gewenst gedrag is. Binnen de gedragstherapie worden ook wel de begrippen positieve en negatieve bekrachtiging (Engels: positive and negative reinforcement) gebruikt. Dat zijn de versterkende motoren achter het in stand houden van gedrag, ook ziek of gestoord gedrag. In de praktijk blijkt het lastig te zijn erachter te komen wat ervoor zorgt dat een bepaald gedrag(klacht) maar voortduurt - ook al is het nog zo schadelijk of hinderlijk. Vandaar dat in een gedragstherapie eerst een functieanalyse wordt gemaakt, waarbij de wordingsgeschiedenis van de stoornis of de klacht aan de orde komt om vervolgens stil te staan bij díe factoren die ervoor zorgen dat de klacht in stand blijft. Uiteindelijk richt de behandeling zich erop om die in stand houdende factoren te veranderen. Er wordt in gedragstherapie tussen de therapeut en de cliënt nauw samengewerkt om de klacht de baas te worden.

## Enkele gedragstherapeutische technieken
Systematische desensitisatie heet de techniek waarmee de gedragstherapeut de patiënt stapsgewijs afleert bang te zijn voor beangstigende situaties. Eerst moet de patiënt lichamelijk ontspannen door middel van ontspanningsoefeningen. Angst en spanning versterken elkaar namelijk. Hij of zij moet zo lang mogelijk ontspannen en dus angstvrij blijven, wanneer hem angstprikkels worden toegediend. ('Blijf ontspannen terwijl ik je van grote afstand een foto van een muis laat zien.')
Daarna krijgt de patiënt stap voor stap steeds iets meer beangstigends voorgesteld, terwijl hij zo goed mogelijk blijft ontspannen, met hulp van de therapeut.
Ten derde wordt de angstwekkende toestand in de praktijk geoefend. Iemand die niet de straat op durft, gaat bijvoorbeeld eerst een klein blokje om met de therapeut samen en dan alleen. Daarna samen een winkel in, en dan alleen. Stap voor stap tot een grotere wandeling alleen mogelijk is.
Flooding betekent letterlijk overstroming. Het idee erachter is dat niemand aan één stuk door bang kan zijn. Op een zeker moment is de angst als het ware op. Zo worden mensen met een enorme angst voor het een of ander net zo lang in die beangstigende situatie gehouden tot de angst voorbij is. Bij hoogtevrees wordt bijvoorbeeld een grote hoogte opgezocht waarbij blijkt dat de angst na enige tijd 'uitdooft'. De prikkel (hoogte) raakt op deze manier verbonden met de ervaring van het afnemen van de angst, en met de gevoelens van overwinning die hiermee gepaard gaan en eventueel de positieve reacties van de therapeut of anderen.
Exposure in vivo betekent letterlijk live blootstelling. Bij exposure in vivo wordt een cliënt gevraagd om stapsgewijs zichzelf bloot te stellen aan datgene waar hij het bangst voor is. Als een cliënt bijvoorbeeld lijdt aan angstaanvallen, dan wordt hij geleidelijk blootgesteld aan de lichamelijke gewaarwordingen van zo'n aanval. Hierdoor went de cliënt aan het angstgevoel, waardoor de angst (voor een paniekaanval) uitdooft. Dit is een van de krachtigste technieken binnen gedragstherapie tot nu toe.
Cognitieve technieken hierbij wordt gebruikgemaakt van het verband tussen gedachten en gevoelens en gedragingen. Als een persoon denkt de mindere te zijn in een groep mensen zal hij zich gespannen voelen en zich mogelijk ietwat schuw gaan gedragen, waardoor hij makkelijker door anderen over het hoofd wordt gezien en zelf meent genegeerd te worden waardoor de gedachte de mindere te zijn voor hem bevestigd wordt. Bij deze techniek wordt de cliënt uitgenodigd zijn gedachten, overwegingen, normen, opinies en bijbehorende gevoelens te onderzoeken en uit te spreken en op te schrijven. Vervolgens worden deze gedachten (cognities) getoetst aan twee principes: het waarheidsbeginsel ('Is het waar wat ik denk? Is mijn gedachte logisch? Is het aannemelijk dat mijn gedachte klopt?') en het nutsbeginsel ('Is mijn gedachte bruikbaar voor mij als individu en het contact tussen mij en de ander?'). Vaak wordt de cliënt uitgenodigd zijn gedachten niet alleen in de therapiekamer te toetsen op waarheid en nut maar ook in zijn eigen leven na te gaan of gedachten kloppen of wenselijk/bruikbaar zijn. Dit noemt men gedragsexperimenten. ('Vraag eens aan een paar mensen in de groep of zij jou echt een minder persoon vinden.'). Cognitieve therapie is veelvuldig onderzocht en blijkt op veel probleemgebieden een positief effect te hebben.
Token economy is een operant programma waarbij positieve bekrachtiging gebeurt aan de hand van tokens die achteraf kunnen ingeruild worden voor andere zaken. Token economy wordt toegepast bij kinderen en volwassenen in uiteenlopende settings.

## Toepassing
Gedragstherapie wordt veelvuldig toegepast bij fobieën, zoals niet de straat op durven of bij dwangstoornissen, zoals smetvrees, en zogenaamde impulsstoornissen, zoals het dwangmatig uittrekken van haren en eetstoornissen. 
Vaak is het een onderdeel van een bredere therapeutische aanpak, waarbij ook gesprekstherapie en directieve therapie worden toegepast. Een directief is een opdracht die in overleg met de patiënt tot stand komt en die hij als een soort huiswerk moet uitvoeren.
Tegenwoordig worden fobieën en dwangstoornissen meestal behandeld met cognitieve gedragstherapie, een stroming waaronder ook de rationeel-emotieve therapie (RET) valt. De recentste gedragstherapeutische behandelvormen, zoals Mindfulness Based Cognitive Therapy (MBCT) en Acceptance and commitment therapy (ACT) richten zich minder op het veranderen van cognities, worden steeds meer toegepast en blijken minstens zo effectief. Oplossingsgerichte cognitieve gedragstherapie, een stroming die opkwam in de jaren tachtig van de 20e eeuw, staat niet lang stil bij problemen en klachten maar richt de aandacht op hoe de gewenste situatie eruit moet zien volgens de cliënt. En richt zich op de reeds aanwezige vaardigheden (competenties) bij cliënten om de oplossing te bereiken. In deze aanpak wordt veel aandacht besteed aan gewenst gedrag en gedragsbehoud dan ongewenst gedrag en afleren van gedragingen.
In Nederland waren in 2016 4600 gedragstherapeuten aangesloten bij de Vereniging voor Gedragstherapie en Cognitieve Therapie (VGCt). In België zijn gedragstherapeuten aangesloten bij de VVGT (Vlaamse Vereniging voor Gedragstherapie).

## Stromingen
Stromingen in de gedragstherapie vanaf de jaren zeventig van de twintigste eeuw:
- Applied Behaviour Analysis (ABA, ook wel behavioral engineering), Engels voor toegepaste gedragsanalyse: toepassing van de principes van operante conditionering (Skinner)
- Stimulus-responsmodel: toepassing van de principes van klassieke conditionering (Pavlov, Mowrer, Wolpe)
- Sociale leertheorie: toepassing van observatie- en model-leren. (Albert Bandura et al.)
- Sociaal behaviorisme: integratie van de conditioneringtheorie en concepten uit de persoonlijkheids-, klinische en sociale psychologie.
- Cognitieve gedragstherapie: nadruk op cognitieve processen en persoonlijke ervaringen als mediatoren voor gedragsverandering.[4]
- De derde generatie gedragstherapie, waaronder aandachtgerichte cognitieve therapie (MBCT) en acceptance and commitment therapy (ACT): centraal staat het leren accepteren van onvermijdelijk menselijk lijden, waardoor ruimte ontstaat om het gedrag te richten op de waarden van een cliënt. ACT behoort tot het zogenaamde radicaal behaviorisme, en is gefundeerd op de relational frame theory (RFT). Oplossingsgerichte cognitieve gedragstherapie richt zich op de gewenste oplossing in plaats van de klachten en problemen.[5]